# Cribrilina simplex
Cribrilina simplex is een mosdiertjessoort uit de familie van de Cribrilinidae. De wetenschappelijke naam van de soort is voor het eerst geldig gepubliceerd in 1935 door O'Donoghue & de Watteville.